# فلورين لوفين
فلورين لوفين (بالرومانية: Florin Lovin)‏ (11 فبراير 1982 ببياترا نيامتس في رومانيا - ) هو لاعب كرة قدم روماني في مركز الوسط. لعب مع ميونخ 1860 ونادي أسترا جورجو ونادي أوتسيلول غالاتسي ونادي ستيوا بوخارست وكونكورديا كياجنا ونادي ماترسبرغ وPAE Kerkyra ‏ ونادي ستيوا بوخارست الثاني ‏ وFCM Bacău ‏ وKapfenberger SV ‏.

## وصلات خارجية
- فلورين لوفين على موقع قاعدة بيانات كرة القدم.إي يو (الإنجليزية)
- فلورين لوفين على موقع بيانات كرة القدم. دي إي (الألمانية)
- فلورين لوفين على موقع Soccerway.com (الإنجليزية)
- فلورين لوفين على موقع عالم كرة القدم.نت (الإنجليزية)
- فلورين لوفين على موقع AS.com (الإسبانية)